# Овчаренки
Овча́ренки — село в Україні, в Охтирському районі Сумської області. Населення становить 22 особи. Орган місцевого самоврядування — Комишанська сільська громада.

## Географія
Село Овчаренки знаходиться на лівому березі річки Ташань, вище за течією на відстані 2 км розташоване село Оленинське, нижче за течією примикає село Перелуг. По селу протікає пересихабчий струмок з загатою.

## Історія
12 червня 2020 року, відповідно до розпорядження Кабінету Міністрів України № 723-р «Про визначення адміністративних центрів та затвердження територій територіальних громад Сумської області», село увійшло до складу Комишанської сільської громади.
19 липня 2020 року, в результаті адміністративно-територіальної реформи та ліквідації Охтирського району(1923-2020), село увійшло до складу новоутвореного Охтирського району.